# Acoustic: Latte
Acoustic: Latte è un album discografico di raccolta acustico del gruppo musicale giapponese Every Little Thing, pubblicato nel 2005.

## Tracce
1. Forever Yours – 4:56
2. Water(s) – 3:41
3. Nostalgia – 5:59
4. Ai no Kakera (愛のカケラ) – 5:23
5. Time Goes By – 5:53
6. Sasayaka na Inori (ささやかな祈り) – 5:01
7. Shiawase no Fūkei (しあわせの風景) – 4:32
8. Fragile – 6:07
9. Azayaka na Mono (鮮やかなもの) – 4:19
10. Necessary – 4:46
11. Ai no Uta (愛の謳) – 5:55
12. Over and Over – 4:55